# Estuario

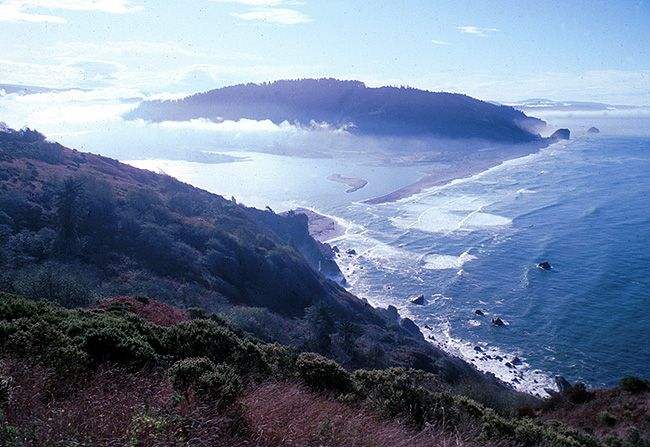
Estuario del río Klamath, California.

En geografía, un estuario o estero es la desembocadura, en el mar, de un río amplio y profundo donde se intercambia  agua salada (marina) y agua dulce (fluvial), debido a las mareas. La desembocadura del estuario está formada por un solo brazo ancho en forma de embudo ensanchado. Suele tener playas a ambos lados, en las que la retirada de las aguas permite el crecimiento de algunas especies vegetales que soportan aguas salinas. En resumen, es el accidente geográfico que se genera cuando el agua dulce se mezcla con el agua salada.

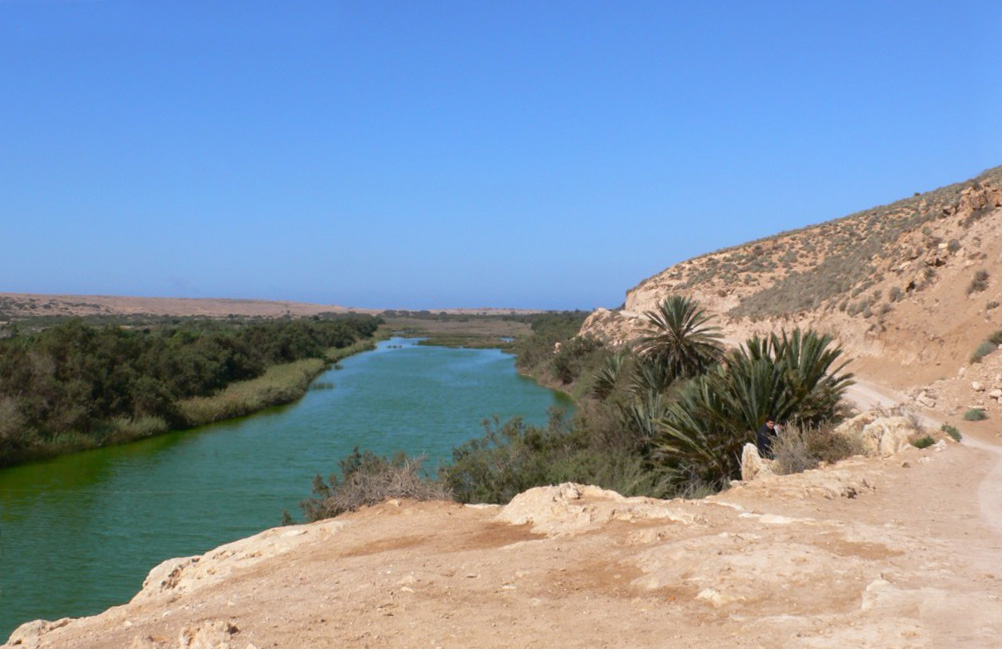
Estuario del río Massa, en el corazón del Parque Nacional de Souss-Massa, Marruecos

Los estuarios se originan por la entrada de aguas marinas durante la pleamar, que contienen las aguas del río, mientras que durante la bajamar, todas las aguas comienzan a entrar a gran velocidad en el mar u océano, lo que contribuye a limpiar y profundizar su cauce, dejando a menudo, grandes zonas de marismas a los lados.
Las mareas de mayor amplitud en el mundo tienen lugar en los estuarios del noroeste de Francia y, sobre todo, en la costa oriental del Canadá (bahía de Fundy, unos 16 metros). El río Rance (Francia) tiene un sistema de producción hidroeléctrica que usa la fuerza de las mareas en el estuario de su desembocadura, tanto con la pleamar como en la bajamar. Los ecosistemas de los estuarios suelen caracterizarse por una alta productividad biológica y por su gran biodiversidad.

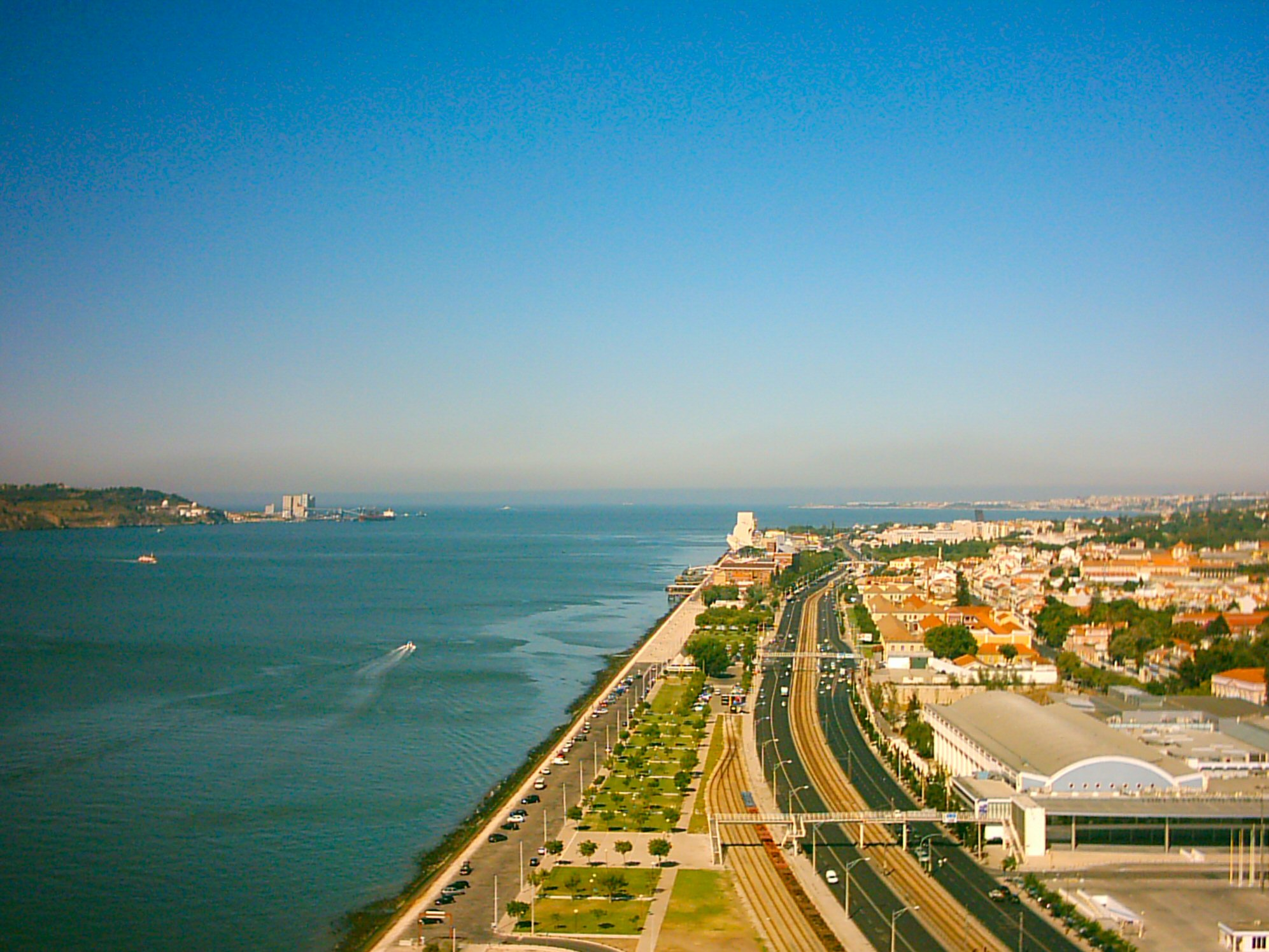
El estuario del río Tajo en su desembocadura, visto desde Lisboa.

Los estuarios en la zona ecuatorial son muy escasos, incluso en los océanos, debido a la baja amplitud de las mareas y a la gran cantidad de sedimentos que arrastran los ríos. Es así como las desembocaduras del Níger, el Amazonas, el Orinoco y muchos otros ríos próximos al ecuador terrestre son deltas en vez de estuarios.
Un ejemplo de estuario es el mar de la Paja, la parte final y más ancha del río Tajo, en cuya margen se sitúa la ciudad de Lisboa. El estuario más grande del planeta es el formado, en un caso bastante atípico, por el río Paraná: después de un delta de 320 km de extensión, junto al Río Uruguay, forman un estuario de más de 230 km de ancho, considerado desde la conquista europea como un curso independiente, el Río de la Plata, actual frontera entre Argentina y Uruguay.
La mayoría de los estuarios existentes se formaron durante el Holoceno con la inundación de valles erosionados por ríos o glaciares cuando el nivel del mar empezó a subir hace unos 10.000-12.000 años. Los estuarios suelen clasificarse según sus características geomorfológicas o según los patrones de circulación del agua. Pueden recibir muchos nombres diferentes, como bahías, puertos, lagunas o ensenadas , aunque algunas de estas masas de agua no se ajustan estrictamente a la definición anterior de estuario y podrían ser totalmente salinas.
Muchos estuarios sufren degeneración por diversos factores, como la erosión del suelo, la deforestación, el pastoreo excesivo, la sobrepesca y el relleno de humedales. La eutrofización puede deberse a un exceso de nutrientes procedentes de aguas residuales y desechos animales; a contaminantes como metales pesados, bifenilos policlorados, radionúclidos e hidrocarburos procedentes de aguas residuales; y a la construcción de diques o presas para controlar las inundaciones o desviar el agua.

## Localización
Como ya se ha dicho, los estuarios se presentan en los océanos, donde el efecto de las mareas puede ser más intenso. En cambio, en los mares donde su menor extensión limita la acción de las mareas, predominan  las desembocaduras en forma de delta, como sucede en los ríos Nilo, Po, Ebro, Misisipi, Mackenzie, Yukon, Lena, Obi, Amur y muchos otros. En este caso el agua fluvial se presenta como un obstáculo a la penetración del agua del mar, por lo que los sedimentos arrastrados por el río pueden acumularse formando flechas o barras litorales, que pueden encerrar lagunas costeras y, por supuesto, formar deltas.

### Casos atípicos
1. Existen también ríos que desembocan en el océano formando deltas, como el Níger en África, el Orinoco en América del Sur, el Ganges en Asia y otros. En estos casos, existen otros fenómenos como el abultamiento ecuatorial terrestre (que por la fuerza centrífuga limita la acción de las mareas) o la acción de las corrientes oceánicas que pueden dar origen a la formación de deltas o estuarios según sea su dirección en contra o a favor de la rotación terrestre. 
2. Otro caso atípico es la alteración de deltas en formación debido a causas naturales y, más frecuentemente, a causas de orden humano, como la construcción de represas, que pueden limitar los aportes de sedimentos a las tierras deltaicas (el ejemplo del embalse de Mequinenza para el delta del Ebro) y como está sucediendo en el caso de la presa de Asuán, en Egipto, en el caso del río Nilo.
3. La explotación petrolera en zonas costeras también ha dado lugar a alteraciones muy importantes en las desembocaduras de los ríos, como ha sucedido en el delta del Misisipi que ha desaparecido en gran parte por el hundimiento del terreno o subsidencia.

## Clasificación según su geomorfología

### Valles fluviales ahogados
Los valles fluviales ahogados también se conocen como estuarios de llanura costera. En los lugares donde el nivel del mar aumenta con respecto a la tierra, el agua del mar penetra progresivamente en los valles fluviales y la topografía del estuario sigue siendo similar a la de un valle fluvial. Este es el tipo de estuario más común en los climas templados. Entre los estuarios bien estudiados se encuentran el del Severn en el Reino Unido y la región de Ems Dollart a lo largo de la frontera entre los Países Bajos y Alemania.
La relación anchura-profundidad de estos estuarios suele ser grande, con forma de cuña (en sección transversal) en la parte interior y ensanchándose y profundizándose hacia el mar.  La profundidad del agua rara vez supera los 30 m (100 pies). Ejemplos de este tipo de estuario en Estados Unidos son el río Hudson, la bahía de Chesapeake y la bahía de Delaware a lo largo de la costa Atlántico medio, y la bahía de Galveston y la bahía de Tampa a lo largo de la costa del Golfo.

### De tipo lagunar o en barra

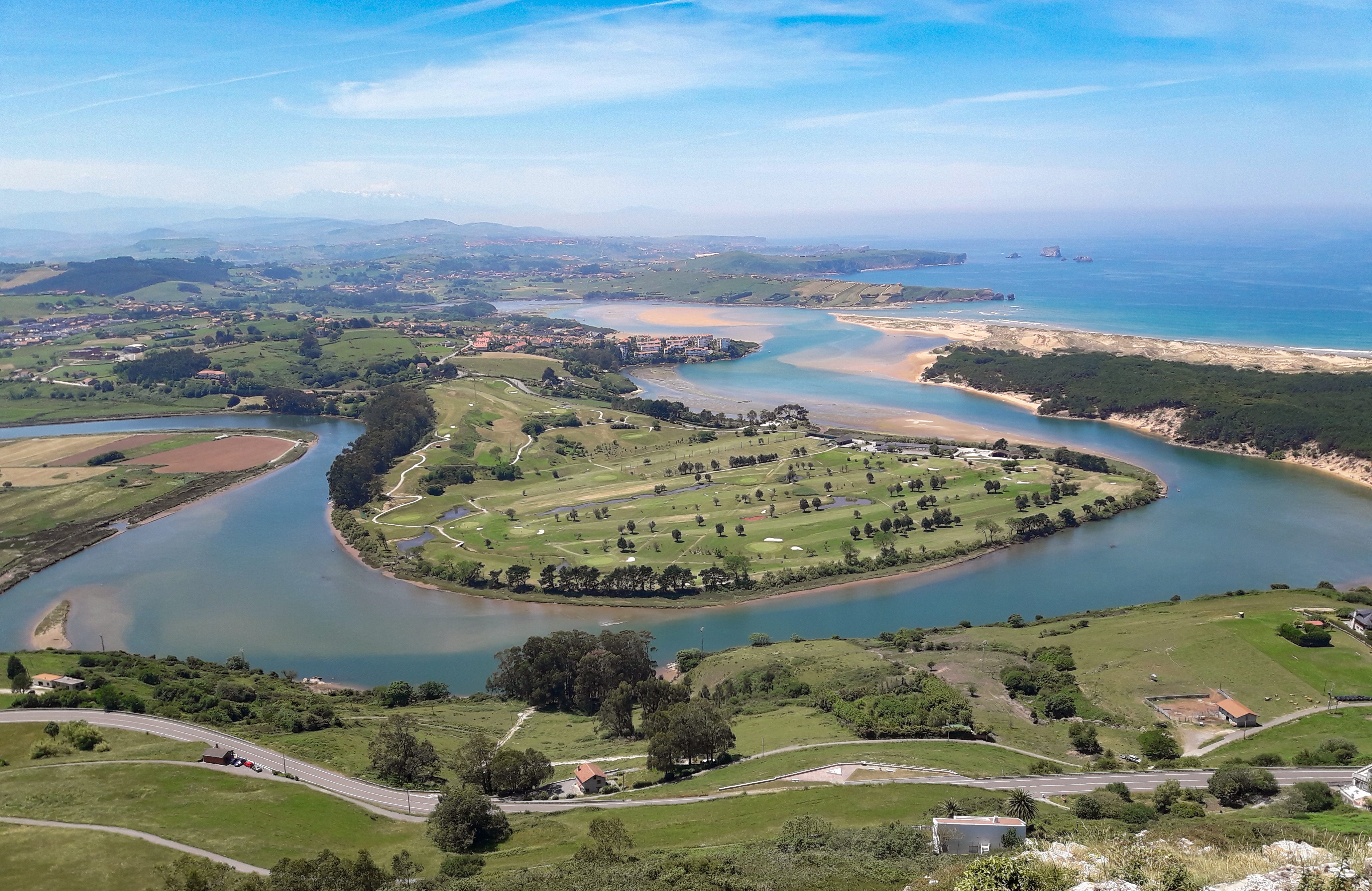
Ría de Mogro en Cantabria (España), donde la barra de arena cierra parcialmente la desembocadura del río Pas al mar Cantábrico. Estos estuarios son comunes en costas con mucho sedimento, siendo sistemas particularmente sensibles a los cambios en el flujo de sedimentos y el nivel del mar.

Los estuarios de tipo laguna se encuentran en lugares donde la deposición de sedimentos se ha producido al mismo ritmo que el aumento del nivel del mar, de modo que los estuarios son poco profundos y están separados del mar por bancos de arena o islas barrera. Son relativamente comunes en lugares tropicales y subtropicales.
Estos estuarios están semiaislados de las aguas oceánicas por playas de barrera (isla barrera y cordón litoral). La formación de playas de barrera encierra parcialmente el estuario, con sólo estrechas entradas que permiten el contacto con las aguas oceánicas. Los estuarios de barrera suelen desarrollarse en llanuras de pendiente suave situadas a lo largo de bordes tectónicamente estables de continentes y costas marinas marginales. Son extensos a lo largo de las costas atlántica y del Golfo de EE. UU. en zonas con deposición costera activa de sedimentos y donde los rangos de marea son inferiores a 4 m (13,1 pies). Las playas de barrera que encierran los estuarios formados por barras se han desarrollado de varias formas:
- la formación de barras marinas por la acción de las olas, en las que la arena del fondo marino se deposita en barras alargadas paralelas a la costa,
- la acción de las olas, las corrientes y el viento ha transformado los sedimentos de los ríos en playas, llanuras y dunas,
- el engullimiento de las crestas de las playas continentales (crestas formadas por la erosión de los sedimentos de la llanura costera hace unos 5.000 años) debido a la subida del nivel del mar, que provoca la ruptura de las crestas y la inundación de las tierras bajas costeras, formando lagunas poco profundas,
- la elongación de los espolones de barrera por la erosión de los cabos debido a la acción de las corrientes litorales, con los espolones creciendo en la dirección de la deriva litoral.

### De tipo fiordo
Los fiordos se formaron donde los glaciares del Pleistoceno profundizaron y ensancharon los valles fluviales existentes, de modo que adquieren forma de U en secciones transversales. En sus desembocaduras se encuentran típicamente rocas, barras o morrenas de depósitos glaciares, que tienen los efectos de modificar la circulación estuarina.
Los estuarios de tipo fiordo se forman en valles profundamente erosionados formados por un glaciar. Estos estuarios en forma de U suelen tener lados escarpados, fondos rocosos y soleras submarinas contorneadas por el movimiento glaciar. El estuario es menos profundo en su desembocadura, donde las morrenas glaciares terminales o las barras rocosas forman soleras que restringen el flujo del agua. En los tramos superiores del estuario, la profundidad puede superar los 300 m (1000 pies). La relación anchura-profundidad suele ser pequeña. En los estuarios con umbrales muy poco profundos, las oscilaciones de las mareas sólo afectan al agua hasta la profundidad del umbral, y las aguas más profundas pueden permanecer estancadas durante mucho tiempo, por lo que sólo se producen intercambios ocasionales de las aguas profundas del estuario con el océano. Si la profundidad de la solera es grande, la circulación del agua es menos restringida y se produce un intercambio lento pero constante de agua entre el estuario y el océano. Los estuarios de tipo fiordo pueden encontrarse a lo largo de las costas de Alaska, la región de Puget Sound del oeste del estado de Washington, Columbia Británica, este de Canadá, Groenlandia, Islandia, Nueva Zelanda, la Patagonia chilena y Noruega.

### Producidos tectónicamente
Estos estuarios se forman por hundimiento o por la separación de tierras del océano a causa de movimientos de tierra asociados a fallas, volcanes y deslizamientos. La inundación producida por el aumento eustático del nivel del mar durante el Holoceno también ha contribuido a la formación de estos estuarios. Sólo hay un pequeño número de estuarios producidos tectónicamente; un ejemplo es la bahía de San Francisco, que se formó por los movimientos de la corteza del sistema de la falla de San Andrés que causaron la inundación de los tramos inferiores de los ríos Sacramento y San Joaquín.

### De tipo inverso
Si la pérdida de agua por evaporación supera la aportación de agua de río, la salinidad superficial no disminuye del océano al interior, sino muy al contrario se produce un incremento en la salinidad hacia el interior del estuario. Ejemplos de estuario inverso son los ríos Salum y Casamanza en Senegal.

## Implicaciones para la vida marina
Los estuarios son sistemas increíblemente dinámicos, en los que la temperatura, la salinidad, la turbidez, la profundidad y el caudal cambian diariamente en respuesta a las mareas. Este dinamismo hace que los estuarios sean hábitats muy productivos, pero también dificulta la supervivencia de muchas especies durante todo el año. Como resultado los estuarios grandes y pequeños experimentan una fuerte variación estacional en sus comunidades de peces. En invierno la comunidad de peces está dominada por residentes marinos resistentes, y en verano una variedad de peces marinos y anádromos entran y salen de los estuarios, capitalizando su alta productividad. Los estuarios proporcionan un hábitat crítico a una variedad de especies que dependen de ellos para completar su ciclo vital. Se sabe que el arenque del Pacífico (Clupea pallasii) desova en estuarios y bahías, que la mojarra desova en estuarios, que los juveniles de peces planos y de roca migran a los estuarios para criarse y que anádromos salmónidos y lampreas  utilizan los estuarios como corredores migratorios. Asimismo poblaciones de aves migratorias, como la aguja colinegra, dependen de los estuarios.
Dos de los principales retos de la vida en los estuarios son la variabilidad de la salinidad y la sedimentación. Muchas especies de peces e invertebrados tienen varios métodos para controlar o adaptarse a los cambios en las concentraciones de sal y se denominan osmoconformadores y osmorreguladores. Muchos animales también se entierran para evitar la depredación y vivir en un medio sedimentario más estable. Sin embargo se encuentran un gran número de bacterias dentro del sedimento, que tiene una demanda de oxígeno muy alta. Esto reduce los niveles de oxígeno dentro del sedimento, lo que a menudo da lugar a condiciones parcialmente anóxicas, que pueden verse agravadas por un flujo de agua limitado.
El fitoplancton es el principal productor primario de los estuarios. Se mueven con las masas de agua y pueden entrar y salir con las mareas. Su productividad depende en gran medida de la turbidez del agua. Los principales fitoplancton presentes son las diatomeas y los dinoflagelados, que abundan en el sedimento.
Es importante recordar que una fuente primaria de alimento para muchos organismos de los estuarios, incluidas las bacterias, son los detritus procedentes del asentamiento de la sedimentación.

## Impacto humano
De las treinta y dos ciudades más grandes del mundo a principios de la década de 1990, veintidós estaban situadas en estuarios.
Como ecosistemas, los estuarios están amenazados por actividades humanas como la contaminación y la sobrepesca. También están amenazados por las aguas residuales, los asentamientos costeros, el desmonte de tierras y mucho más. Los estuarios se ven afectados por sucesos ocurridos aguas arriba y concentran materiales como contaminantes y sedimentos. La escorrentía y los residuos industriales, agrícolas y domésticos entran en los ríos y se vierten en los estuarios. Pueden introducirse contaminantes que no se desintegran rápidamente en el medio marino, como plásticos, pesticidas, furanos, dioxinas, fenoles y metales pesados.
Estas toxinas pueden acumularse en los tejidos de muchas especies acuáticas en un proceso denominado bioacumulación. También se acumulan en entornos bentónicos, como estuarios y lodos de bahía: un registro geológico de las actividades humanas del último siglo. La composición elemental del biofilm refleja las zonas del estuario impactadas por las actividades humanas, y con el tiempo puede cambiar la composición básica del ecosistema, y los cambios reversibles o irreversibles en las partes abióticas y bióticas de los sistemas de abajo hacia arriba.
Por ejemplo, la contaminación industrial china y rusa, como los fenoles y los metales pesados, ha devastado las poblaciones de peces del río Amur y dañado el suelo de su estuario.
Los estuarios tienden a ser naturalmente eutróficos porque la escorrentía terrestre vierte nutrientes en los estuarios. Con las actividades humanas, la escorrentía terrestre también incluye ahora los numerosos productos químicos utilizados como fertilizantes en la agricultura, así como los desechos del ganado y de los seres humanos. El exceso de productos químicos que agotan el oxígeno en el agua puede provocar hipoxia y la creación de zonas muertas. Esto puede provocar una reducción de la calidad del agua y de las poblaciones de peces y otros animales.
También se produce sobrepesca. La bahía de Chesapeake tuvo en su día una floreciente población de ostras que casi ha desaparecido debido a la sobrepesca. Las ostras filtran estos contaminantes y los ingieren o les dan forma de pequeños paquetes que se depositan en el fondo, donde son inocuos. Históricamente, las ostras filtraban todo el volumen de agua del estuario del exceso de nutrientes cada tres o cuatro días. Hoy ese proceso dura casi un año y los sedimentos, nutrientes y algas pueden causar problemas en las aguas locales.